# Šoštanj
Šoštanj este un oraș din comuna Šoštanj, Slovenia, cu o populație de 2.793 de locuitori.